# Twelve Bens

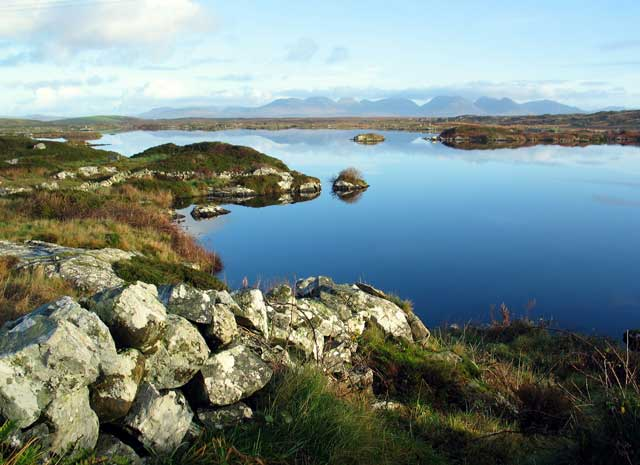
Connemara mit den Twelve Bens am Horizont

Die Twelve Bens oder Twelve Pins (irisch Na Beanna Beola) sind ein malerischer Gebirgszug in Connemara im Westen Irlands. Von der Spitze der maximal 730 Meter hohen Berge bietet sich spektakuläre Blicke über das umliegende Land. Besucher schätzen vor allem die Einsamkeit jenseits der Touristenzentren Irlands.
Der Gebirgszug aus scharfkantige verwitternden Quarzitgesteinen ist mit dem Maumturkgebirge auf der anderen Seite des Glen Inagh (irisch Gleann Eidhneach) verbunden.
Gewöhnlich werden die Bergspitzen mit den irischen Namen bezeichnet (anglisierte Formen sind in den Klammern angegeben):
- Binn Bhán (Benbaun)
- Binn Chorr (Bencorr)
- Binn Dubh (Bencollaghduff)
- Binn Bhraoin
- Binn Doire Chláir (Derryclare)
- Binn Gabhar (Ben Gower)
- Meacanach
- Binn Fraoigh
- An Chailleach
- Binn Breac (Benbrack)
- Binn Leitrí (Benlettery)
- Binn Glean Uisce (Benglenisky)